# Vol Vietnam Airlines 474
Le vol Vietnam Airlines 474 (code IATA : VN474, code ICAO : HVN474) s'est écrasé en approche de l'aéroport de Nha Trang (en) au Viêt Nam à 07 h 12 min (heure locale), le 14 novembre 1992 pendant un cyclone. 

## Avion et équipage
L'avion est un Yakovlev Yak-40 de fabrication soviétique propulsé par trois turboréacteurs Ivtchenko-Progress AI-25, mis en service en 1976, ayant 4668 heures de vol et 3686 cycles, appartenant à la compagnie aérienne Vietnam Airlines, numéro de série 9631848, immatriculé VN-A449, effectuant un vol intérieur régulier entre l'aéroport international de Tân Sơn Nhất (code IATA : SGN, code ICAO : VVTS) à Hô Chi Minh-Ville et l'aéroport de Nha Trang (en) (code IATA : NHA, code ICAO : VVNT). Il transporte 25 passagers accompagnés d'un équipage composé de 6 membres.

### Accident
Après cinquante minutes de vol, en approche de l'aéroport de Nha Trang, cinq minutes avant l'atterrissage, l'avion pris dans les vents du cyclone Forrest, a dévié latéralement de six kilomètres du couloir aérien W-13, survolant une zone de jungle montagneuse, est descendu en dessous de l'altitude de sécurité et subissant de sévères turbulences atmosphériques, a touché les arbres à une vitesse de 485 km/h sur une crête située à 970 mètres d'altitude, perdant une aile, puis s'est écrasé en se retournant 350 mètres plus loin à une distance de trente kilomètres de la piste d'atterrissage. Une passagère a survécu, tandis que les 24 autres passagers, dont trois européens, et 6 membres d'équipage ont été tués. À ce jour, les causes exactes de l'accident ne sont pas totalement élucidées.

## Organisation des secours
Prévenus sept jours après le crash par un officier de police local qui a aperçu des débris de l'avion au milieu des arbres, les secours ont mis huit jours pour rejoindre l'épave de l'avion située à une quinzaine de kilomètres du premier village dans une vaste zone vierge de toute présence humaine.
Lors des opérations de sauvetage, le 22 novembre 1992, un hélicoptère Mil Mi-8 de l'armée vietnamienne, parti d'Hanoï le même jour, transportant une équipe de secours avec des médecins à destination de l'épave du vol 474 s'écrase dans les montagnes cinq kilomètres à l'est de l'épave. L'épave de l'hélicoptère est localisée après plusieurs semaines de recherches. Les sept personnes à bord sont mortes.

### Unique survivante
Annette Herfkens, trader alors âgée de 31 ans, née le 29 avril 1961, et sœur de la diplomate néerlandaise Eveline Herfkens, est l'unique survivante du crash. Grièvement blessée avec de multiples fractures et ne pouvant plus marcher, elle a réussi à survivre huit jours, uniquement en buvant de l'eau de pluie, avant d'être découverte par les secours. Willem van der Pas, son fiancé qui voyageait avec elle, a été tué sur le coup alors que plusieurs passagers blessés ont survécu de plusieurs heures à plusieurs jours, puis sont successivement morts avant l'arrivée des secours. Lorsque Annette Herfkens est découverte par l'officier Cao Văn Hạnh de la police locale, le 22 novembre 1992 à 17 h 00 min (heure locale), elle souffre d'un début de gangrène et d'insuffisance rénale. Elle arrive dans un hôpital d'Hô Chi Minh-Ville le neuvième jour, puis est transférée dans un hôpital de Singapour le dixième jour. Annette Herfkens passe plusieurs mois en convalescence puis reprend son travail de trader.

## Témoignage
En 2014, Annette Herfkens a publié un livre, Turbulence : A true story of survival, traduit en français en 2016 sous le titre Turbulences, le récit d'une survivante, racontant sa lutte pour survivre lors de cette catastrophe aérienne. Depuis cet accident, elle ne se sépare jamais d'une bouteille d'eau.